# Dual-listed Company
Eine Dual-listed Company oder DLC ist eine Unternehmensstruktur mit zwei registrierten Gesellschaften und verschiedenen Aktionären, die gemeinsam ihr operatives Geschäft betreiben.
Bei normaler Unternehmensübernahme übernimmt eine Gesellschaft die Anteile einer anderen. Bei Gründung einer DLC existieren beide Unternehmen mit ihren jeweiligen Aktionären weiter. Sie teilen sich die Risiken und Gewinne in Anteilen, die in komplexen Verträgen festgehalten sind. Üblicherweise werden beide Unternehmen durch einen gemeinsamen Vorstand und ein gemeinsames Management geführt. Eine DLC ähnelt einem Joint Venture, beide Unternehmen teilen jedoch ihren Besitz und nicht nur den eines Projektes.
In fast allen Fällen sind die beteiligten Unternehmen in verschiedenen Ländern registriert. Der DLC-Status wird meist aus Steuergründen gewählt und wieder gelöst. Fragen des Nationalstolzes spielen gelegentlich eine Rolle. Wenn etwa beide Parteien für eine Übernahme jeweils zu stark sind und deshalb eine Verschmelzung oder Übernahme nicht akzeptieren, ist die Durchsetzung über ein DLC-Konstrukt gelegentlich einfacher, weil das Land mit dem kleineren Geschäft „sein“ Unternehmen so nicht verliert.

## Beispiele

### Aktuelle DLCs
- BHP Billiton
- ABB
- Carnival Corporation & plc
- Investec Bank
- Perfetti Van Melle
- Mondi
- Rio Tinto Group

### Ehemalige DLCs
- Reckitt Benckiser (jetzt Reckitt in März 2021)
- Fortis
- Royal Dutch Shell
- Brambles
- Unilever

Viele DLC-Gesellschaften sind primär am Börsenplatz des Landes ihrer Gründung notiert und sekundär am Handelsplatz eines oder mehrerer anderer Länder (secondary listing) bzw. auch landesintern (etwa Hewlett-Packard an der Nasdaq neben der New York Stock Exchange). Co-listing hingegen ist für Unternehmen üblich, die in einem kleinen Markt begonnen haben und in einen größeren hineinwachsen wollen.
Gelegentlich wird die Bezeichnung dual-listed anstelle von co-listed oder cross-listed verwendet.